# 바르 린덴파크역
바르 린덴파크역(독일어: Bahnhof Baar Lindenpark)은 스위스 추크주의 바르에 있는 기차역이다. 스위스 연방 철도의 표준궤 탈빌-아트-골다우선의 중간 정류장이다.

## 운행편
2020년 12월 시간표 변경에 따라 바르 린덴파크에서 다음 서비스가 정차한다.
- 루체른 S-반 S1 / 추크 슈타트반 S1 : 로트크로이츠와 바르 사이를 15분 간격으로 운행하며 다른 모든 열차는 로트크로이츠에서 주르제까지 계속 운행한다.
- 추크 슈타트반 S2 : 에르스트펠트까지 매시간 운행 .